# Allan Whitwell
Allan Whitwell (* 5. Mai 1954 in York) ist ein ehemaliger britischer Ruderer.

## Karriere
Der 1,85 m große Allan Whitwell trat bei den Olympischen Spielen 1976 in Montreal zusammen mit Thomas Bishop, Mark Hayter und Andrew Justice im Doppelvierer an und belegte den neunten Platz.
Bei den Weltmeisterschaften 1977 in Amsterdam trat er als Mitglied des britischen Achters an und erreichte den fünften Platz. 1978 bei den Weltmeisterschaften in Neuseeland belegte er mit dem Doppelvierer den zehnten Platz.
Zwei Jahre später bei den Olympischen Spielen 1980 in Moskau bestand der britische Achter aus Duncan McDougall, Allan Whitwell, Henry Clay, Chris Mahoney, Andrew Justice, John Pritchard, Malcolm McGowan, Richard Stanhope und Steuermann Colin Moynihan. Die Briten gewannen die Silbermedaille hinter dem Boot aus der DDR und vor dem Boot aus der UdSSR.
1982 bei den Weltmeisterschaften in Luzern ruderte Whitwell im Doppelvierer auf den sechsten Platz. Zwei Jahre später belegte Whitwell mit dem Achter den fünften Platz bei den Olympischen Spielen 1984 in Los Angeles.
Danach wechselte Allan Whitwell zum Leichtgewichts-Rudern. Zusammen mit Carl Smith siegte er bei den Weltmeisterschaften 1986 in Nottingham im Leichtgewichts-Doppelzweier vor den Franzosen und den Kanadiern. Im Jahr darauf bei den Weltmeisterschaften in Kopenhagen gewannen Smith und Whitwell die Bronzemedaille hinter den Italienern und den Franzosen.